# Rue Sainte-Thérèse (Toulouse)
Pour les articles homonymes, voir Rue Sainte-Thérèse et Sainte-Thérèse (homonymie).
La rue Sainte-Thérèse est une voie publique de Toulouse, chef-lieu de la région Occitanie, dans le Midi de la France. Elle se trouve au cœur du quartier des Amidonniers, dans le secteur 1 - Centre.

## Situation et accès

### Description
La rue Sainte-Thérèse est une voie publique, orientée est-ouest et longue de 343 mètres. Elle reste relativement étroite, puisque sa largeur ne dépasse pas 8 mètres, et même 5 mètres dans sa première partie, entre la rue Saint-Bruno et la rue Sainte-Marguerite. Elle naît perpendiculairement à la rue Saint-Bruno et se termine au carrefour de l'avenue Édouard-Debat-Ponsan.
La partie centrale de la rue Sainte-Thérèse est occupée par une chaussée qui compte une voie de circulation automobile à double-sens. Elle est définie comme une zone 30 et la vitesse y est limitée à 30 km/h. Il n'existe pas de piste, ni de bande cyclable.

### Voies rencontrées
La rue Sainte-Thérèse rencontre les voies suivantes, dans l'ordre des numéros croissants (« g » indique que la rue se situe à gauche, « d » à droite) :
1. Rue Saint-Bruno
2. Rue Loménie-de-Brienne (d)
3. Impasse Sainte-Thérèse (g)
4. Rue Sainte-Marguerite (g)
5. Rue Averseng-Delorme
6. Rue Auguste-Granier
7. Rue Jean-Baptiste-Pigalle (d)
8. Avenue Édouard-Debat-Ponsan

### Transports
La rue Sainte-Thérèse n'est pas directement desservie par les transports en commun Tisséo. Elle est cependant parallèle et proche de l'allée de Brienne, parcourue et desservie par les lignes du Linéo L1 et du bus 63.
La station de vélos en libre-service VélôToulouse la plus proche est la station no 119 (129 allée de Brienne).

## Odonymie

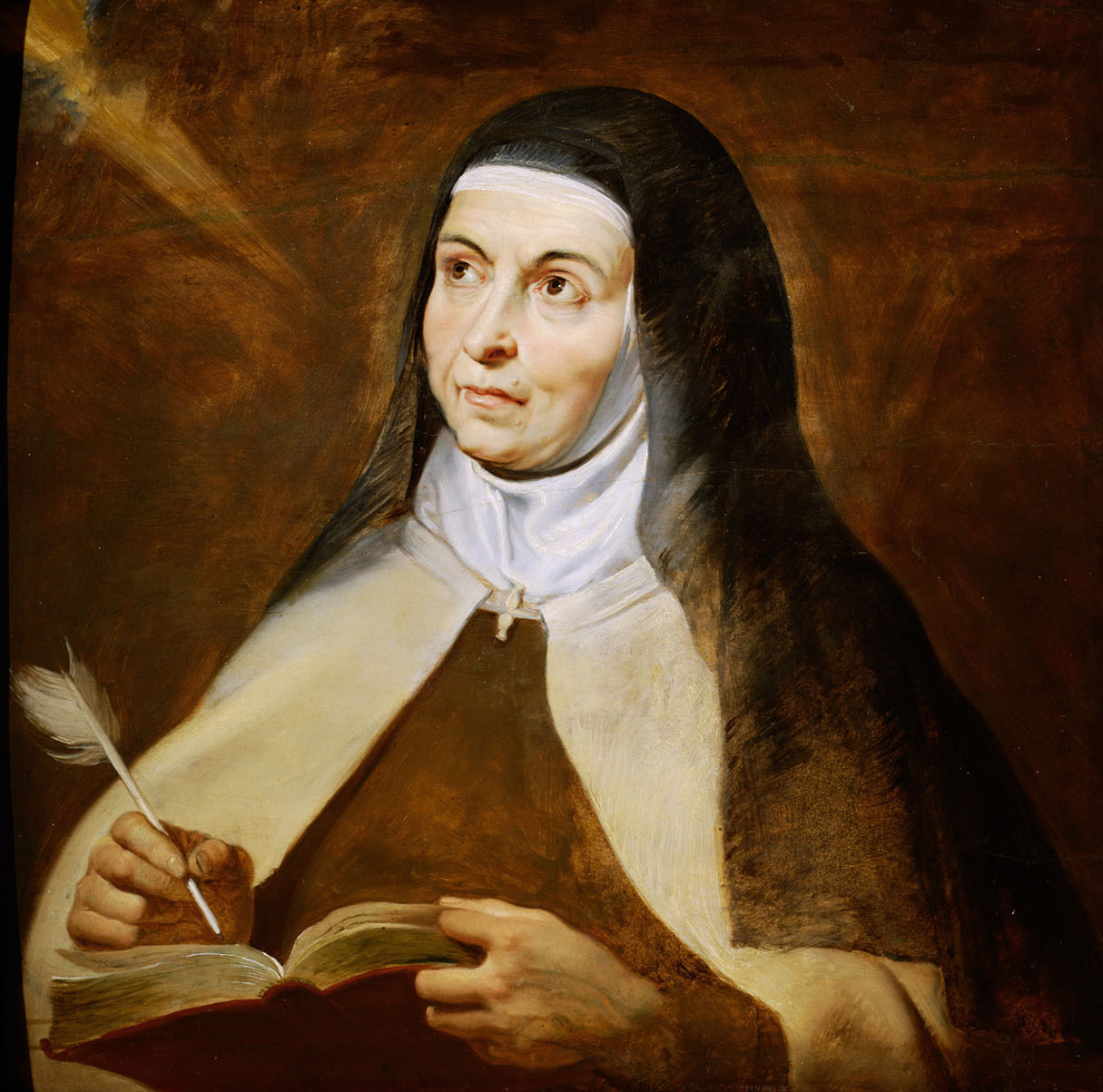
Sainte Thérèse d'Avila, par Pierre Paul Rubens (vers 1615, musée d'Histoire de l'art de Vienne).

La rue Sainte-Thérèse porte, depuis son origine, le même nom. Il lui a été donné en 1868, en l'honneur de Thérèse d'Avila (1515-1582), religieuse espagnole, réformatrice de l'ordre du Carmel, canonisée en 1622. Elle aboutit d'ailleurs à la rue Saint-Bruno (1035-1101), pour Bruno de Cologne, religieux allemand, fondateur de l'ordre des Chartreux, canonisé en 1514.

## Patrimoine et lieux d'intérêt

### Maisons toulousaines
La rue Sainte-Thérèse est bordée de nombreuses maisons toulousaines, constructions caractéristiques des faubourgs de la ville au XIXe siècle. Elles possèdent des traits architecturaux similaires. Elles sont bâties en brique ou en assises alternées de brique et de galets de Garonne. Elles s'élèvent sur deux niveaux, séparés par un cordon de brique : un rez-de-chaussée, où se trouvent les pièces de vie distribuées par un couloir central, et un étage de comble à surcroît, aéré par des ouvertures étroites. L'élévation, couronnée par une corniche moulurée, est surmontée d'un avant-toit.
Plusieurs des maisons toulousaines de la rue ont été modifiées aux XXe et XXIe siècles.
- no  3 : maison toulousaine (deuxième moitié du XIXe siècle)[1].
- no  5-5 bis : maison toulousaine.
- no  6 : maison toulousaine.
- no  7 : maison toulousaine.
- no  7 bis-9 : maison toulousaine.
- no  15 : maison toulousaine.
- no  18 : maison toulousaine.
- no  19 : maison toulousaine.
- no  29 : maison toulousaine.
- no  31 bis : maison toulousaine.

### Autres maisons
- no  9 : maison.
- no  20 : maison.

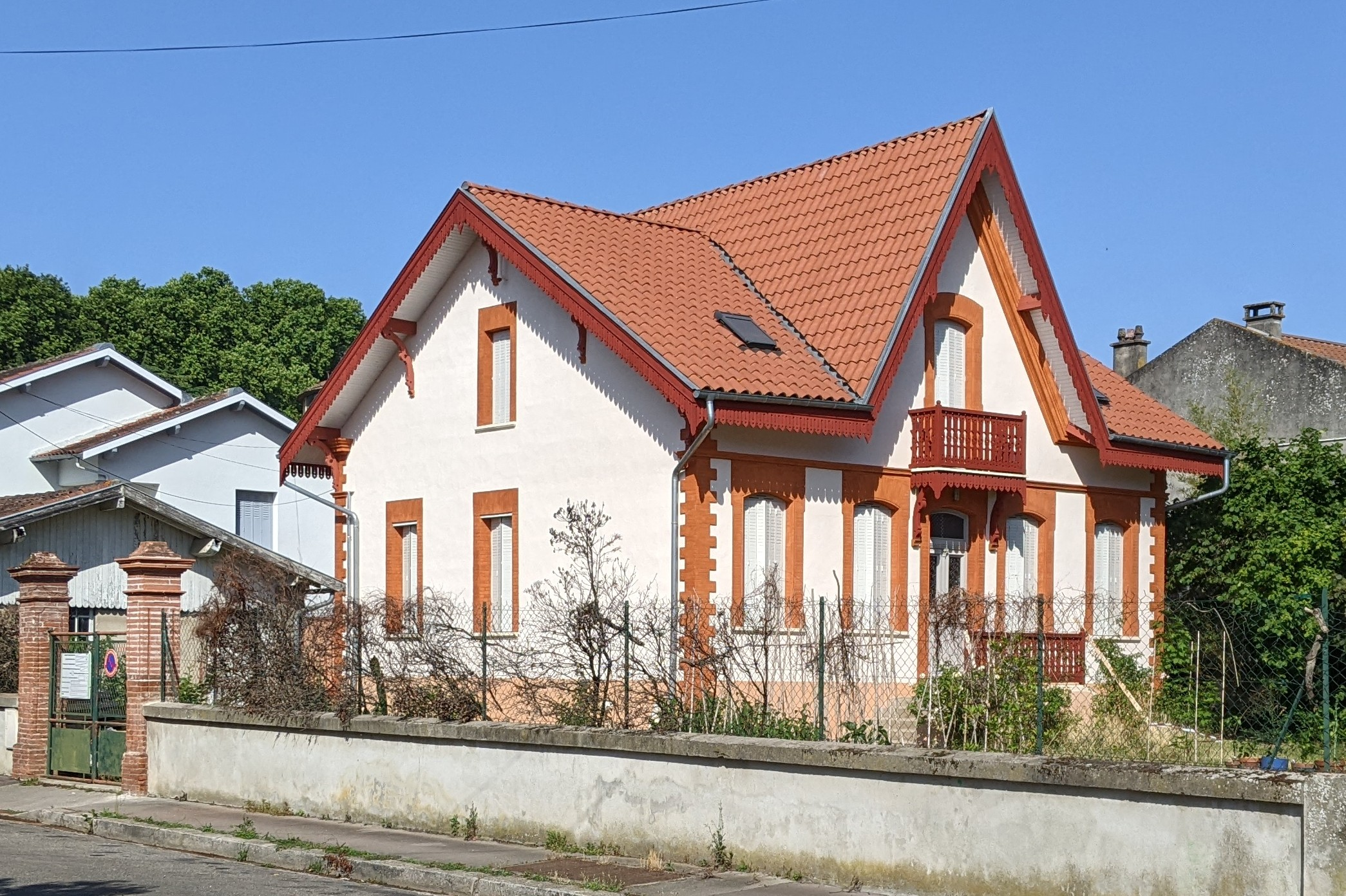
no 34 : maison.

- no  34 : maison (premier quart du XXe siècle)[2].